# Jorge Candeloro
Jorge Candeloro (Buenos Aires, Argentina, 19 de septiembre de 1939 – desaparecido en Mar del Plata el 28 de junio de 1977) fue un abogado a quien un grupo de tareas al servicio de la dictadura militar secuestró el 13 de junio de 1977 junto con su esposa Marta García en la ciudad de Neuquén adonde habían huido desde la ciudad de Mar del Plata, donde ejercía su profesión. Su esposa, que también fue secuestrada y luego liberada, lo escuchó por última vez el 28 de junio y permanece desaparecido desde entonces. Su secuestro y desaparición formó parte del episodio conocido como la noche de las corbatas por cuanto involucró a diversos abogados de esa ciudad.

## Vida personal
Candeloro era el mayor de dos hermanos varones y fue llevado muy chico a Mar del Plata porque su padre Nicolás Candeloro que era empleado ferroviario había sido trasladado a trabajar en esa ciudad. Su madre Amelia Troiano era una modista especializada en la confección de trajes de novia, originaria de La Pampa al igual que su esposo. Durante su infancia Jorge tuvo varias intervenciones quirúrgicas debido a una afección congénita, lo que le dificultaba realizar actividad física al mismo tiempo que lo llevaba a convertirse en un gran aficionado a la lectura.
Cursó estudios secundarios en el Colegio Nacional de Comercio, empezó a militar en su centro de estudiantes y en 1958 ingresó en la Facultad de Ciencias Jurídicas y Sociales de Universidad Nacional de La Plata. De familia de origen radical empezó a militar en el Movimiento Universitario Reformista MUR, una agrupación que tenía como referentes políticos a los partidos de izquierda y cuyos miembros eran mayoritariamente de la Federación Juvenil Comunista. Asistía también a algunas clases en la Facultad de Letras por su afición a la crítica literaria y esto demoró su carrera. Se casó con Nora Bellafesta, quien trabajaba como secretaria del abogado laboralista Norberto Centeno, y después se separó; en diciembre de 1970 formó pareja –en esa época no existía divorcio vincular en Argentina- con Marta García, a quien había conocido en su adolescencia y reencontrado años después.
La pareja adoptó a una nena -Lorena- el 1" de julio de 1974 y a un nene -Juan Marco- el 1° de enero de 1976.

## Actividad profesional
Deseoso de iniciarse en la práctica de la abogacía viajó a Mar del Plata en 1964, le dijo a Norberto Centeno que quería trabajar en su estudio y el laboralista le respondió que cuando obtuviera su diploma volviera a verlo; con este estímulo, en menos de un año Candeloro aprobó las materias que le faltaban, finalizó la carrera con un promedio destacado y consiguió incorporarse al estudio de Centeno. Atendían a los principales sindicatos que habían crecido en Mar del Plata a la par del incremento de su actividad industrial y comercial, tales como los de empleados de comercio, pasteleros, gastronómicos, industria del pecado, correos y telecomunicaciones, colectiveros, mineros y ladrilleros. Hacia el final de la década de 1960 Candeloro, que había defendido a estudiantes procesados por actos de protesta, figuraba en un informe de inteligencia con "pertenencia comunista".

## Actividad política
En 1962 comenzó a desarrollarse en el Partido Comunista y, en especial, en la Federación Juvenil Comunista, una corriente opositora al Comité Central, que eclosionó en 1967 y produjo una ruptura con la creación del Comité Nacional de Recuperación Revolucionaria (PC-CNRR) que luego se convirtió en el Partido Comunista Revolucionario de la Argentina y al que adhirió la mayoría de la FJC. Los rupturistas planteaban disidencias de orden doctrinario, adherían a la política impulsada por Cuba en la Organización Latinoamericana de Solidaridad (OLAS), propiciaban una solidaridad militante con la guerrilla que el Che Guevara comandaba en Bolivia, y en particular a la iniciativa de organizar acciones armadas para evitar el envío a través de Argentina de armas al ejército boliviano que combatía al Che e impugnaban la alianza del PC con Augusto Timoteo Vandor en la CGT.
Candeloro, que se había ido con los disidentes advirtió que las diferencias políticas con Centeno que hasta el momento no habían impedido su relación profesional, habían tornado imposible continuarla debido al exacerbamiento de las disputas en el campo político y gremial, pues en tanto Centeno se apoyaba en las conducciones sindicales del peronismo ortodoxo, Candeloro estaba próximo a las agrupaciones de base que disputaban el poder a dichas conducciones; fue así que se dividieron los sindicatos y continuaron por separado su actividad profesional.
Candeloro fue elegido secretario político del PCR de Mar del Plata y en el segundo semestre de 1972 participó de la fundación de la filial local de la Asociación Gremial de Abogados, una entidad que había sido creada en Buenos Aires entre cuyos miembros se encontraban los abogados que defendían detenidos por causas políticas, incluyendo a los acusados del asesinato de Pedro Eugenio Aramburu así como otros de militancia peronista e izquierdista, entre los cuales la mitad aproximada resultó desaparecida o muerta durante el Proceso de Reorganización Nacional. A comienzos de 1973 miembros de la Gremial que sumaron unas 80 firmas de abogados hicieron una denuncia por torturas policiales y en el curso de su desarrollo el juez allanó el Destacamento policial de Camet que  fue uno de los lugares donde los testigos afirmaron que habían ocurrido los hechos. El 19 de mayo de ese año militantes de las FAP hicieron volar ese Destacamento con explosivos. El 25 de mayo asumió la presidencia Héctor José Cámpora, que había encabezado por el Partido Justicialista una coalición de partidos políticos y comenzaron a vivirse tiempos agitados en política.
El 12 de octubre de 1973 Juan Domingo Perón asumió su tercer presidencia y comenzó a actuar la Alianza Anticomunista Argentina (Triple A) organizada desde el Ministerio de Bienestar Social a cargo de José López Rega y desde la Policía Federal, a cargo del comisario Alberto Villar. El 27 de noviembre la Triple A mató en San Miguel a Antonio Deleroni, un abogado vinculado a la Confederación General del Trabajo de los Argentinos y la Gremial organizó en la sede del Colegio de Abogados un acto que fue cerrado por Manuel Gaggero, abogado que dirigía el diario El Mundo que acababa de comprar el Partido Revolucionario de los Trabajadores que afirmó que continuaban los ataques, asesinatos, secuestros y torturas. El 25 de enero el Congreso aprobó una reforma del Código Penal que agravaba las penas para los actos de violencia política y creaba tipos penales de contenido ideológico y la Gremial se pronunció considerándola idéntica a las normas de la dictadura militar que se habían derogado el 27 de mayo de 1973. El 24 de septiembre de 1974 Candeloro recibió una amenaza de muerte firmada por Concentración Nacional Universitaria, una organización terrorista de derecha con actuación en La Plata y Mar del Plata algunos de cuyos integrantes habían salido libres de la cárcel donde purgaban condenas por el asesinato en 1971 de la estudiante Silvia Filler, que fue repudiada por la Gremial en conferencia de prensa. Los Candeloro se mudaron a otro domicilio y Jorge fue a vivir un tiempo a Buenos Aires; seguía en el PCR, cuya posición de ese momento era defender al gobierno de María Estela Martínez de Perón.      
Por insistencia de su esposa, que advertía el peligro que corrían, en marzo de 1975 Candeloro aceptó que pese a sus deseos de continuar militando no podía continuar viviendo en Mar del Plata; no quiso irse del país como le proponía su esposa pero comenzó a organizar su partida hacia el interior de Argentina. Entre finales de marzo y abril fueron voladas tres casas de militantes de izquierda, Candeloro eludió dos intentos de ejecución y supo que la policía lo estaba buscando; por otra parte, el 20 de marzo la organización guerrillera Montoneros mató en Mar del Plata al abogado Ernesto Piantoni, dirigente de la agrupación derechista peronista Concentración Nacional Universitaria, cuyos integrantes en represalia asesinaron a cinco personas que relacionaban con Montoneros, en la llamada la llamada Masacre del cinco por uno.
En tanto el PCR consideró a su partida como una “traición” y suspendió su afiliación. Candeloro distribuyó sus juicios entre abogados de la ciudad y el matrimonio se fue a vivir a Neuquén, donde Candeloro encontró un trabajo administrativo en un sanatorio pero al poco tiempo se convirtió en el abogado del establecimiento mientras paralelamente iba teniendo contactos nuevos con personas de la zona con la que tenía afinidades políticas. El 24 de marzo de 1976 estalló el golpe de Estado que derrocaba al gobierno y el mismo día fueron a la casa de sus padres y entraron a la fuerza a buscarlo. No obstante todo eso, Candeloro no tomaba las precauciones debidas, fue a Necochea a visitar a un colega Raffaghelli que había estado cinco meses secuestrado y ejercía la profesión en un lugar que, como Neuquén, todo el mundo se conocía.

## Secuestro
El 13 de junio de 1977 fue secuestrado junto a su esposa Marta García en Neuquén y llevados al centro clandestino de detención llamado La Escuelita de Bahía Blanca; de ahí los trasladaron al centro similar llamado La Cueva, en Mar del Plata, que dependía del Grupo de Artillería de Defensa Aérea 601. Los dos fueron torturados varios días hasta que el 28 de junio de 1977, su esposa escuchó que Jorge gritaba en la sala de torturas, que finalizaron en un silencio seguido por un ruido "semejante al de un cuerpo que es arrastrado" y desde entonces nada más se supo de él.